# Echinomunna uroventralis
Echinomunna uroventralis là một loài chân đều trong họ Munnidae. Loài này được Kensley miêu tả khoa học năm 1976.